# Southport F.C.
Southport FC là một câu lạc bộ bóng đá có trụ sở tại Southport, Merseyside, Anh. Được thành lập vào năm 1881, đội bóng hiện thi đấu tại National League North và có sân nhà ở Haig Avenue

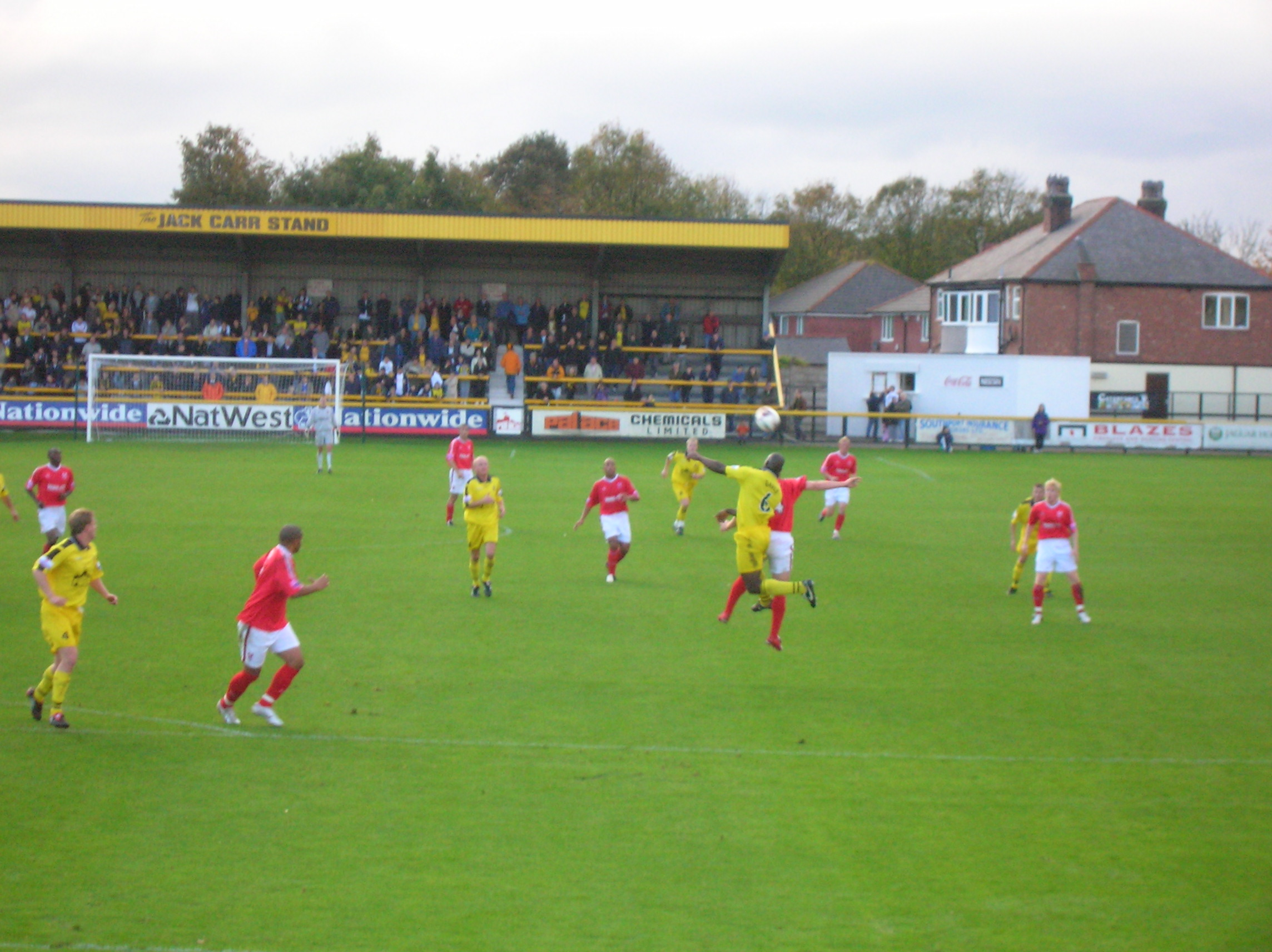
Southport (mặc áo màu vàng) thi đấu trước Kidderminster Harriers tại sân Haig Avenue, 22 tháng 11 năm 2005.

## Danh hiệu

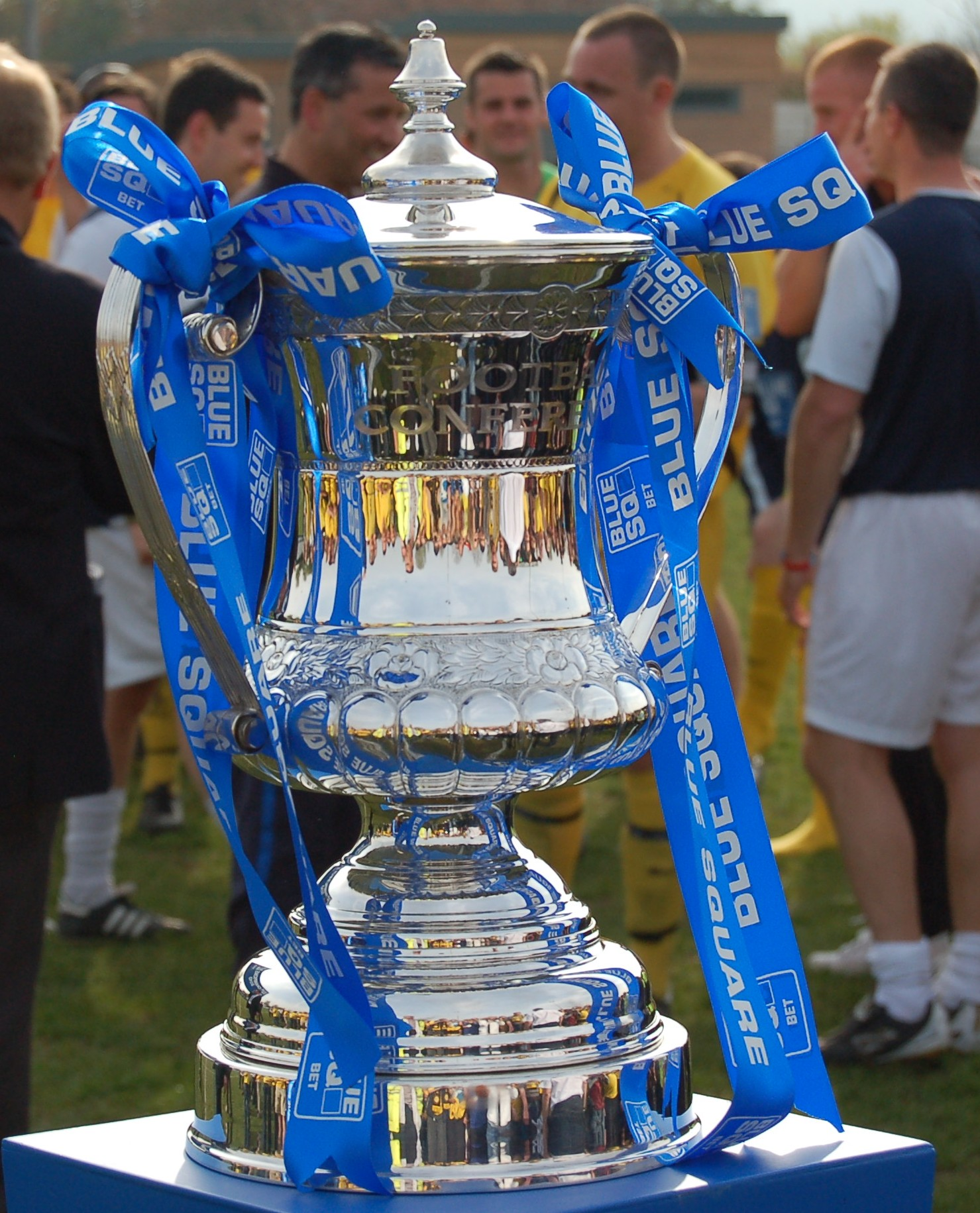
Cúp Conference North trophy được trao cho Southport, mùa giải 2009–10.

| Danh hiệu                                            | Số lượng  | Mùa giải                                                                                 |           |           |           |
| Liên đoàn                                            | Liên đoàn | Liên đoàn                                                                                | Liên đoàn | Liên đoàn | Liên đoàn |
| ---------------------------------------------------- | --------- | ---------------------------------------------------------------------------------------- | --------- | --------- | --------- |
| Nhà vô địch Division Four Football League            | 1         | 1972–73                                                                                  |           |           |           |
| Á quân Division Four Football League                 | 1         | 1966–67                                                                                  |           |           |           |
| Nhà vô địch Conference North                         | 2         | 2004–05, 2009–10                                                                         |           |           |           |
| Nhà vô địch Northern Premier League                  | 1         | 1992–93                                                                                  |           |           |           |
| Cúp                                                  |           |                                                                                          |           |           |           |
| Nhà vô địch Football League Third Division North Cup | 1         | 1937–38                                                                                  |           |           |           |
| Á quân FA Trophy                                     | 1         | 1997–98                                                                                  |           |           |           |
| Nhà vô địch Lancashire Senior Cup                    | 1         | 1904–05                                                                                  |           |           |           |
| Nhà vô địch Lancashire Junior Cup                    | 9         | 1919–20, 1992–93, 1996–97, 1997–98, 2000–01, 2005–06, 2007–08, 2009–10, 2018–19          |           |           |           |
| Nhà vô địch Liverpool Senior Cup                     | 12        | 1930–31, 1931–32, 1943–43, 1962–63, 1974–75, 1990–91, 1992–93, 1998–99, 2011–12, 2018–19 |           |           |           |
| Nhà vô địch Northern Premier League Challenge Cup    | 1         | 1990–91                                                                                  |           |           |           |